# Classe Toralla

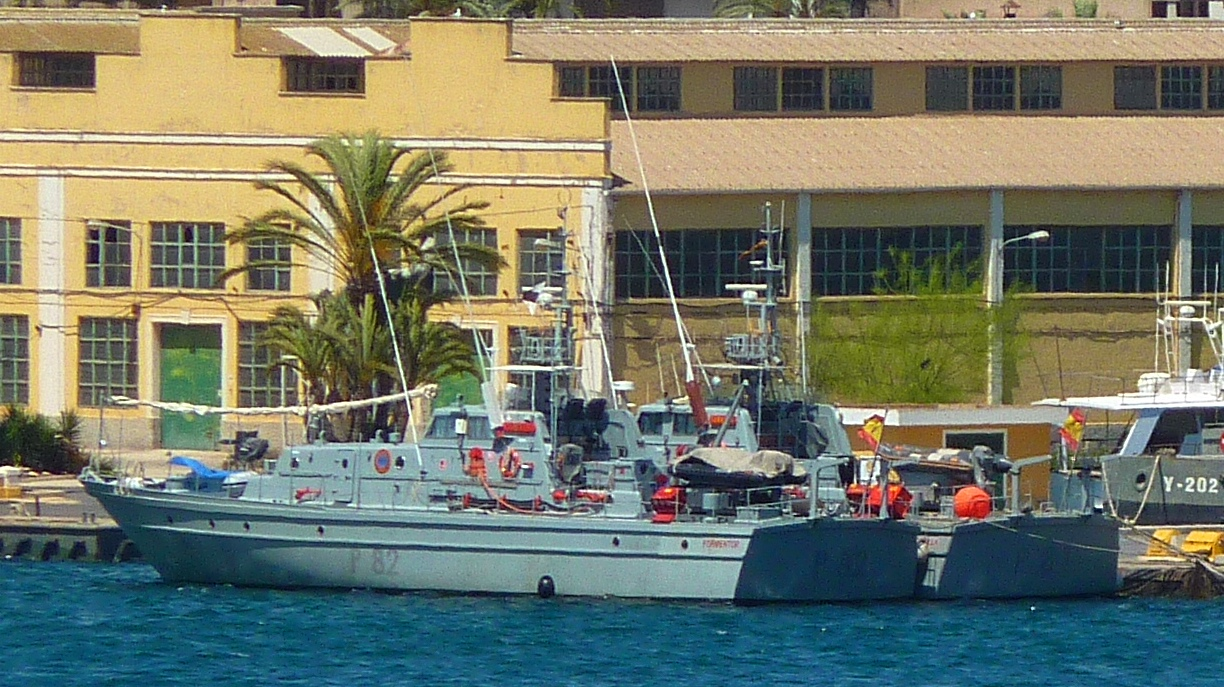
Les patrouilleurs Toralla, P-81, et Formentor, P-82, sur la base navale de Carthagène.

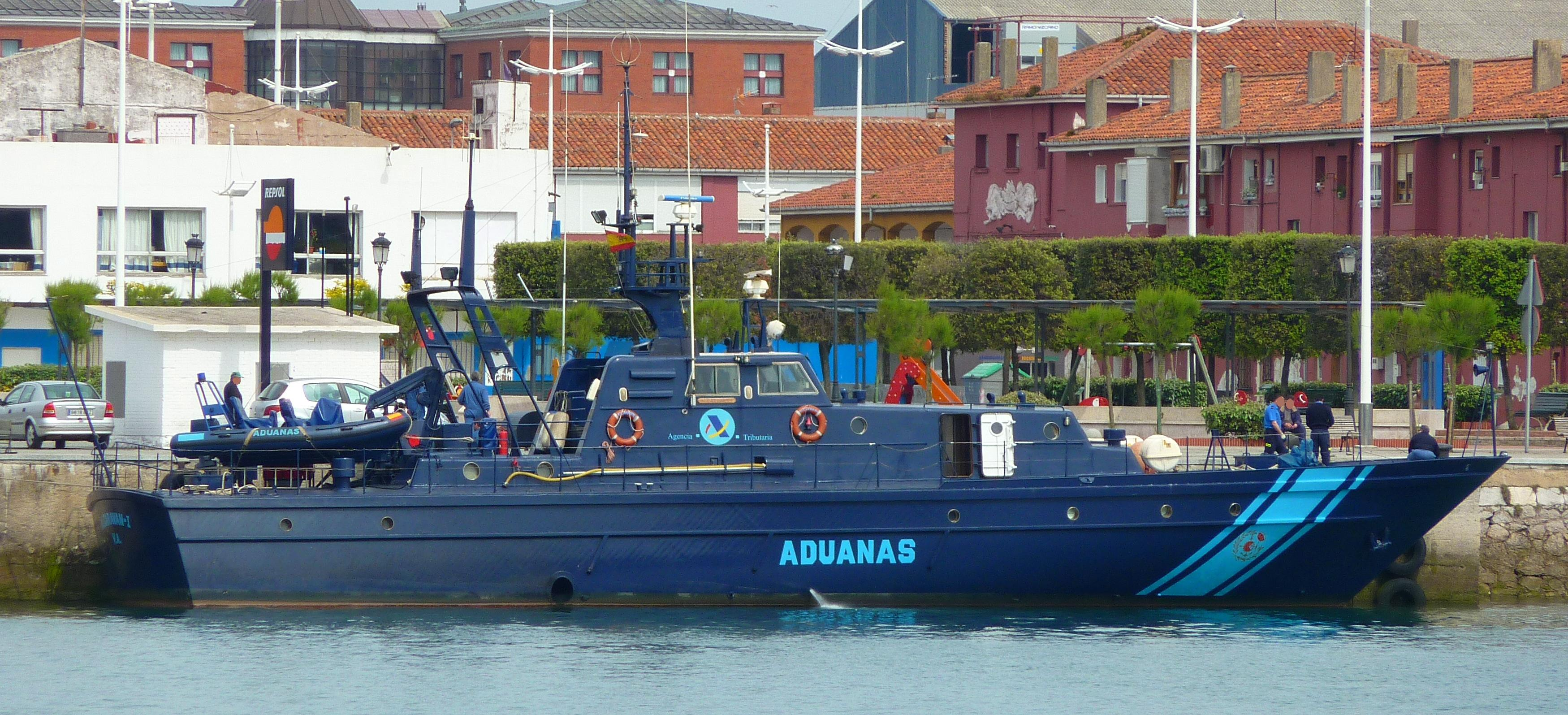
Patroulleur des douanes de la classe Alcaraván qui servit de modèle pour la classe Toralla.

La classe Toralla est une classe de patrouilleur de l'armada espagnole construite en Espagne, utilisé pour la surveillance du littoral.

## Description
Ils arrivent dans la marine en 1986. Cette classe est en voie d'être remplacée par la Classe Meteoro.

## Dotation
| Identifiant | Nom       | Date de mise sur quille | Date d'entrée en service | Date de retrait du service | Indicatif d'appel |
| ----------- | --------- | ----------------------- | ------------------------ | -------------------------- | ----------------- |
| P-81        | Toralla   | 26-02-1987              | 29-04-1987               | -                          | [ 1 ]             |
| P-82        | Formentor | ??-??-1988              | 23-06-1988               | -                          | [ 1 ]             |